# 황현철
황현철(1947년 3월 4일 ~ )은 대한민국의 무술가로 수박도 무덕관 9급 자정 블루벨트로 수박도무 창시자인 고 황기의 아들이다.